# Diamant cella-roig
El diamant cella-roig (Neochmia temporalis) és un ocell de la família dels estríldids (Estrildidae).

## Hàbitat i distribució
Habita boscos, manglars, zones obertes i ciutats de la zona oriental d'Austràlia. Ha estat introduït a diverses illes del Pacífic.